# جيمس وود (أستاذ جامعي)
جيمس وود (بالإنجليزية: James Wood)‏ هو ناقد أدبي وكاتب بريطاني، ولد في 1 نوفمبر 1965 في درم في المملكة المتحدة.